# Franco Agostino Teatro Festival
Il Franco Agostino Teatro Festival (FATF) è un festival teatrale nato a Crema nel 1999 con l'obiettivo di promuovere la sensibilità artistica ed espressiva nel mondo dell'infanzia e dell'adolescenza.

## Storia
Il Franco Agostino Teatro Festival nasce nel 1999 dal desiderio di ricordare con una giornata dedicata ai ragazzi e all'arte teatrale un giovane prematuramente scomparso, Franco Agostino, che al teatro si stava dedicando. Nella prima edizione, la volontà di dare spazio al teatro vissuto e agito da ragazzi si è concretizzata in una Rassegna durante la quale gli studenti di 12 istituti del Cremasco e del Liceo scientifico di Cassano d'Adda hanno presentato gli spettacoli allestiti durante l'anno scolastico. Il titolo dell'edizione è proprio Una giornata di teatro con i ragazzi in scena.
L'anno successivo i partecipanti (e i giorni della rassegna) raddoppiano e il bacino di provenienza si estende su cinque province lombarde (Cremona, Lodi, Milano, Bergamo e Brescia). Il 2000 segna anche l'inizio della collaborazione al Festival di Emanuele Luzzati, che introduce gli appuntamenti della Mostra-Evento e della Festa di Piazza e ne curerà l'immagine grafica generale fino alla morte (avvenuta nel 2007).
Nella terza edizione vengono introdotti i Laboratori Tematici e nella quarta arrivano le prime partecipazioni dal Veneto e dalla Francia. Nel 2003 gli organizzatori del Festival si costituiscono anche formalmente in Associazione culturale riconosciuta e la partecipazione si allarga all'Emilia. La sesta edizione (2004) sancisce la validità della proposta dei Laboratori, grazie anche a varie collaborazioni, e dal 2005 il sostegno della Fondazione Cariplo consente di istituzionalizzarli come proposta formativa all'interno delle scuole. Con l'ottava edizione la fisionomia definitiva si delinea in una rassegna articolata su quattro giorni di preselezioni, selezioni e anteprima; bacino d'utenza allargato a tutte le regioni settentrionali (dal Piemonte al Veneto); collaborazioni consolidate con i francesi di Melun e il Piccolo Teatro di Milano che ospita gli spettacoli vincitori.
- Coppa - Presidente della Repubblica Italiana Giorgio Napolitano
- Medaglia - Presidente della Repubblica Italiana Giorgio Napolitano
- Medaglia - Senato della Repubblica Italiana
- Medaglia - Camera dei deputati
- Medaglia - Senato francese, senatrice Colette Melot
- Medaglia - ARIM (Association pour les Relations Internationales de Melun)
- Medaglia - Ville de Melun
- Medaglia - Lions Club Melun

La Camera dei deputati ed il Senato della Repubblica concedono al Festival, a partire rispettivamente dal 2006 e dal 2008, il loro patrocinio. Lo stesso fa il Senato francese nel 2007, a conferma dello sviluppo del progetto del Festival anche in Francia, dove è sorta l'associazione Les amis du FATF France che organizza iniziative analoghe. Nel 2008 vi sono partecipazioni anche da Liguria, Toscana, Lazio e alla Francia si aggiunge la Germania. Iniziative vengono intraprese anche per il problema del disagio giovanile (spettacoli con disabili e teatroterapia).
In questi anni la progettualità del Festival si fa più strutturata e articolata, investendo su percorsi triennali dedicati alla Costituzione (2007-2009) e alle virtù (2010-2012). Gli appuntamenti annuali vengono confermati e si consolida la partecipazione europea ed extra-territoriale alla manifestazione: gruppi da Francia, Germania, Polonia, Svizzera, Svezia intervengono alla Rassegna Concorso e agli altri eventi organizzati dal FATF.
Nell'ottobre del 2008 esce il primo numero di Strada facendo, newsletter trimestrale del Festival nata all'interno di uno dei suoi Laboratori e interamente curata dagli studenti. A maggio del 2009 il Presidente della Repubblica Giorgio Napolitano conferisce alla manifestazione una medaglia per l'attività svolta nel divulgare la conoscenza e la comprensione della Costituzione fra i giovani. Pochi giorni dopo al Festival partecipa un'orchestra composta da bambini francesi, tedeschi e italiani che, nonostante la diversità delle lingue, interagiscono anche grazie al linguaggio universale della musica: prende così avvio l'appuntamento annuale del Concerto Europeo.
Con l'edizione 2009, il Festival radica la sua presenza sul territorio e amplia la sua offerta spettacolare: la città di Cremona ospita alcuni eventi mirati al recupero e alla valorizzazione delle tradizioni locali, legati in particolare al periodo natalizio.
Contemporaneamente, seguendo l'esempio della positiva esperienza del FATF francese, il modello del Festival viene adottato anche da altre città italiane, tra cui Novara, Agnadello e Vespolate: nasce l'esperienza del FATF in Tour.
Nel 2010, in collaborazione con la Coop Lombardia e con il Caffè Letterario Crema, viene indetto per la prima volta il Concorso di Scrittura creativa dedicato ai ragazzi e legato al tema dell'edizione corrente. Il lavoro premiato viene pubblicato in Italia e in Francia.
A partire dal 2011 si consolidano ulteriormente le collaborazioni europee del Festival: un gruppo di giovani musicisti inglesi prende parte al Concerto e un liceo francese partecipa alla Rassegna Concorso, che assume così rilievo internazionale. Il 2011 segna anche l'ingresso tra le istituzioni che sostengono il Festival del Dipartimento per la gioventù, che concede il proprio patrocinio e una compartecipazione economica, mentre per il terzo anno consecutivo il FATF riceve la medaglia del Presidente della Repubblica Giorgio Napolitano, accompagnata da un attestato di stima. L'apprezzamento per le molte iniziative organizzate dal FATF viene confermato anche nel 2012 con l'attribuzione dell'esclusiva Coppa del Presidente della Repubblica.
Con il 2013 si apre un nuovo percorso dedicato alle Passioni, ai Sogni e alle spinte emotive che animano il mondo dei ragazzi. A partire dal 2013 il FATF promuove l'incontro aperto tra studenti delle scuole superiori, cittadini europei del domani, e alcuni intellettuali particolarmente attenti alle questioni legate all'identità europea. Nasce così il convegno formativo Europa, in che senso?, che si interroga sull'identificazione e sull'analisi delle motivazioni profonde, delle passioni che giustificano lo sforzo comune per la creazione di un'Europa unita. Il 2 marzo, presso il Teatro di Crema, si tiene la prima tappa di questa manifestazione triennale, a cui partecipano, il qualità di relatori, il Professor Franco Cardini, il Professor Klaus Reichert e Alberto Mingardi dell'Istituto Bruno Leoni.
Nel 2013 nasce anche la Compagnia del Franco Agostino Teatro Festival. La prima produzione, lo spettacolo Guasto ispirato all'omonimo romanzo di Christa Wolf, vince la III edizione del Festival "I Teatri del Sacro" di Lucca.
Lo spettacolo di chiusura della XV edizione apre una stagione di spettacoli di chiusura in piazza interpretati da importanti compagnie quali la [Compagnia dei Folli di Ascoli Piceno, la compagnia Ondadurto Teatro di Roma e i Sonics di Torino.
Le edizioni del 2015 e del 2016 nascono in sintonia con due eventi di grande rilevanza per il territorio: per l'edizione 2015 si sceglie come tema la nutrizione, in corrispondenza dell'organizzazione dell'Esposizione Universale di Milano, intitolata "Nutrire il pianeta, energie per la vita"; nel 2016, invece, il tema dell'edizione è lo sport, a seguito della nomina di Crema a Città Europea dello Sport 2016.
ELENCO DELLE EDIZIONI:
- 1999 - "Una giornata di teatro con i ragazzi in scena"
- 2000 - "Alice, Pinocchio e gli altri amici"
- 2001 - "Il Giullare"
- 2002 - "La commedia dell'arte: Arlecchino"
- 2003 - "Il carro dei comici e gli zanni"
- 2004 - "Cialtroni e ciarlatani"
- 2005 - "Che strada fai per andare a scuola?"
- 2006 - "La mia città invisibile"
- 2007 - "La scuola è aperta a tutti. Noi, i Bambini e la Costituzione"
- 2008 - "Tutti giù per terra, abbasso l'effetto serra! Noi, i Bambini e la Costituzione"
- 2009 - "Nati liberi. Noi i Bambini e la Costituzione"
- 2010 - "...perché ci vuol Coraggio!"
- 2011 - "Sulle ali della Speranza"
- 2012 - "Mi fido!"
- 2013 - "Appassiona(R)ti"
- 2014 - "Noi, Sognat(T)ori"
- 2015 - "GNAM! Teatro per i tuoi denti"
- 2016 - "AllenaMenti"
- 2017 - "Giusto!"
- 2018 - “È festa!”

Le attività ruotano intorno ai due fulcri principali dei Laboratori tematici nelle scuole e della Festa di Piazza. A partire da questi due appuntamenti centrali si snoda una fitta serie di progetti correlati che caratterizzano l'anima plurale e interattiva del Festival. Le iniziative sono:
- Laboratori tematici nelle scuole, per sollecitare la partecipazione attiva dei bambini, in termini creativi, espressivi e artistici, rendendoli protagonisti nell'ideazione e realizzazione di spettacoli in cui possano approfondire la conoscenza dei linguaggi teatrali, interagire con i percorsi didattici e rafforzare la propria crescita individuale e collettiva;[9]
- Festa di Piazza, aperta alla città, in cui confluiscono gli esiti spettacolari dei laboratori con musica e performance;
- Rassegna Concorso a tema libero di rilievo nazionale, dedicata agli spettacoli realizzati dai ragazzi delle scuole medie inferiori e superiori;
- Concerto Europeo, in cui la musica è un linguaggio universale per superare i limiti della comunicazione verbale e incoraggiare l'armonia tra giovani musicisti provenienti da tutta Europa;
- Eventi espositivi e spettacoli, per favorire tra i più giovani l'educazione alla cultura, alle arti e alla creatività come intersezione di più linguaggi, grazie alla partecipazione di artisti di chiara fama;[10]
- Convegni e Giornate Formative, incontri e seminari con personalità di spicco del mondo dell'arte e della cultura, rivolti non solo agli studenti, ma anche a docenti, educatori e operatori teatrali.